# 莉迪娅·巴伦廷
莉迪娅·巴伦廷（西班牙語：Lydia Valentín，1985年2月10日—），西班牙女子举重运动员。她曾代表西班牙参加2008年、2012年、2016年和2020年夏季奥林匹克运动会举重比赛，获得一枚金牌、一枚银牌和一枚铜牌。